# Canal Point
Canal Point est une census-designated place dans le comté de Palm Beach, dans l'État de Floride, aux États-Unis. Il est situé sur les rives du lac Okeechobee.
Sa population était de 483 habitants en 2018.